# Brazilski kavčukovec
Brazilski kavčukovec (znanstveno ime Hevea brasiliensis) je tropsko drevo iz družine mlečkovk.

## Opis
To drevo, ki zraste do 18 metrov visoko je glavni vir kavčuka v Braziliji, ki je njegova domovina. Rastline so dvodomne in imajo cvetove združene v pakobule. Iz oplojenih cvetov se razvijejo plodovi, v katerih so po trije oreški, dolgi okoli 2 cm. Listi so na veje nameščeni premenjalno in so sestavljeni iz treh ovalnih in na konceh zašiljenih lističev. Peclji listov so dolgi. Rastlina na ranjenih mestih izloča gost bel mleček, iz katerega se pridobiva guma.

## Razširjenost in uporabnost
Iz amazonskih gozdov so kasneje brazilski kavčukovec odnesli tudi v druge tropske dežele. Leta 1876 je Anglež H. Wickam seme tega drevesa prinesel na Šri Lanko, kjer je zasadil prvo plantažo izven Brazilije. Danes so tovrstne plantaže pogoste tudi v Maleziji in po celi Indokini.
Drevo se razmnožuje s semeni, pa tudi s potaknjenci. Drevo raste hitro in je v šestem letu pripravljeno za izkoriščanje. Zrelo postane pri starosti osmih let.